# The Thirst for Gold
The Thirst for Gold è un cortometraggio muto del 1912 diretto da Edward LeSaint. Il protagonista Harry A. Pollard firma anche la sceneggiatura.

## Produzione
Il film fu prodotto dalla Independent Moving Pictures Co. of America (IMP).

## Distribuzione
Distribuito dalla Motion Picture Distributors and Sales Company, il film - un cortometraggio in una bobina - uscì nelle sale statunitensi il 27 maggio 1912.